# Mitwitz

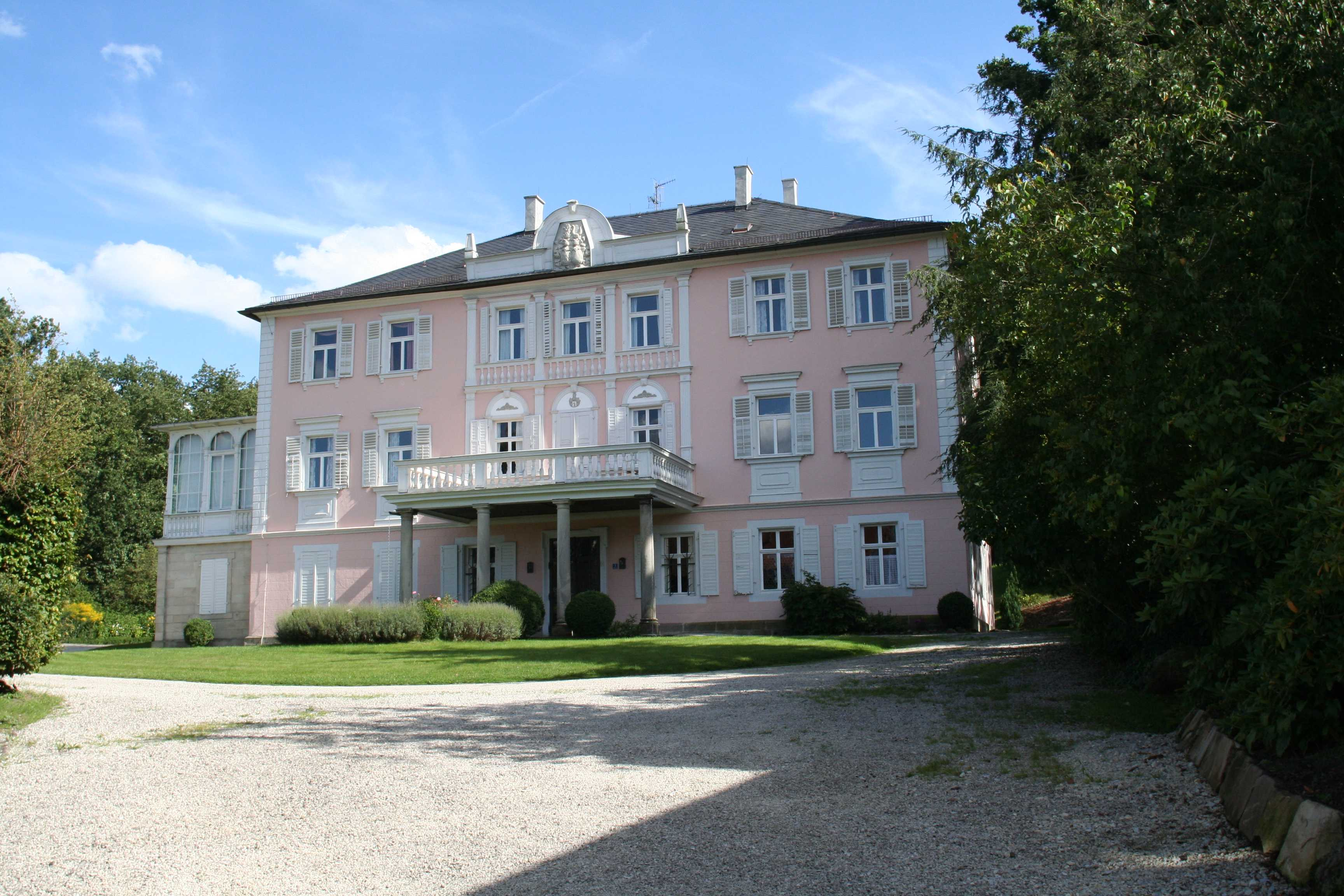
Oberes Schloss (1713)

Mitwitz là một đô thị thuộc huyện Kronach trong bang Bayern của nước Đức.